# Dendropogon ferrugineus
Dendropogon ferrugineus là một loài rêu trong họ Cryphaeaceae. Loài này được Mitt. A. Jaeger mô tả khoa học đầu tiên năm 1876.